# Акбар-хан
Акбар-хан (пушту/дари: وزير اکبر خان‎; 15 октября 1816 — 1845) также известный как Эмир Акбар-хан — афганский военный и политический деятель, активный участник Первой англо-афганской войны.
Известен тем, что руководил национальной партией в Кабуле с 1841 по 1842 год и уничтожил отряд Эльфинстона на перевале Гандамак. Акбар-хан стал эмиром Афганистана в мае 1842 года и правил до 1843 года. В 1847 году Акбар-хан умер от холеры.

## Биография

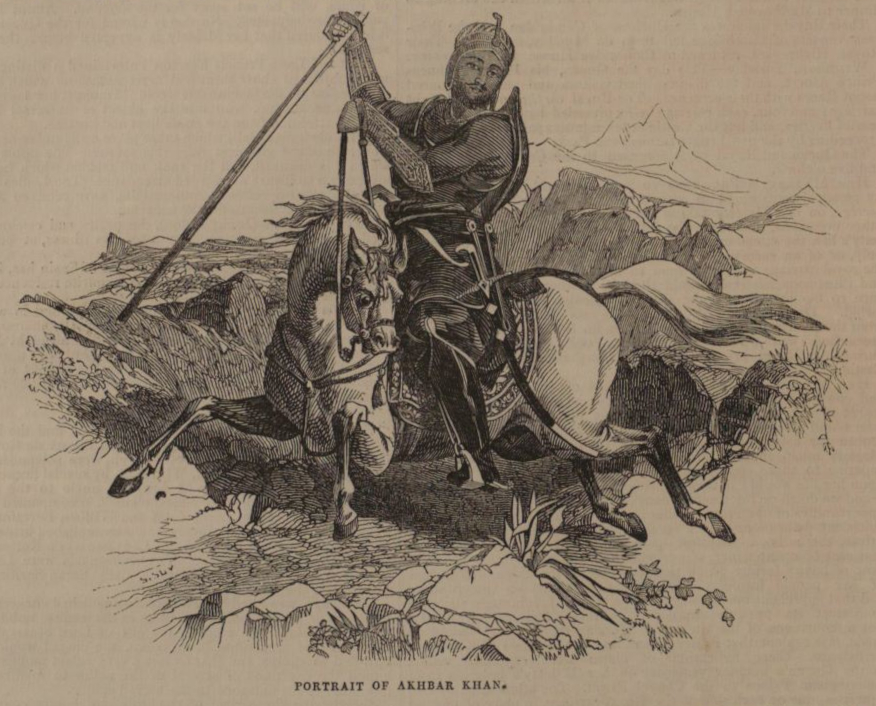
Портрет Акбар-хана в «The Illustrated London News», 1842 г.

Акбар был сыном афганского эмира Дост Мухаммеда. Акбар-хан прославился убийством легендарного сикхского лидера Хари Сингх Налва в сражении близ пакистанского города Джамруда в 1837 году. Возглавил национальные силы в Кабуле в 1841—1842 гг. во время революции против засилия британской администрации, командовавшей 4,5 тысячным гарнизоном. В ноябре 1841 года осадил британские войска в Кабуле. Командовавший британскими силами генерал-майор Уильям Джордж Эльфинстон получил охранное свидетельство и выступил с войсками и гражданскими лицами из Кабула.
Его отряд был настигнут войсками Акбара на пути в Джелалабад и поголовно истреблён в 1842 году. Из отряда численностью 4500 солдат до Джелалабада живым добрался только один человек. В мае 1842 года Акбар-хан захватил Бала-Хиссар в Кабуле и стал новым эмиром Афганистана. В сентябре 1847 года в Кабуле произошла вспышка холеры. Акбар-хан заразился этой болезнью и вскоре после этого умер. По некоторым сведениям Акбар был отравлен своим отцом, испугавшимся неуёмных амбиций сына.

## Память
- В Демократической Республике Афганистан была учреждена медаль «Гази Мухаммад Акбар Хан».

## В литературе
- Является одним из персонажей приключенческого романа «Флэшмен» (1969) британского писателя Дж. М. Фрейзера.